# Missnöjesparti
Ett missnöjesparti är ett politiskt parti som är kritiskt till det etablerade politiska systemet och samhällets utveckling. Ofta är missnöjespartier nya partier som vill utmana den rådande politiska situationen och försöker fånga upp missnöje bland väljarna genom att föra fram populära krav.
Exempel på partier som utpekats som missnöjespartier är Fremskridtspartiet i Danmark och Ny demokrati samt Sverigedemokraterna i Sverige.